# Mistrzostwa Europy w Piłce Siatkowej Kobiet 2015 (składy)
Artykuł grupuje składy wszystkich reprezentacji narodowych w piłce siatkowej, które wystąpiły w Mistrzostwach Europy w Piłce Siatkowej Kobiet 2015 odbywających się w Belgii oraz Holandii.
- Przynależność klubowa i wiek na 28 września 2015.
- Zawodniczki oznaczone literą K to kapitanowie reprezentacji.
- Legenda: 
 Nr - numer zawodniczki
 A - atakująca 
 L - libero 
 P - przyjmująca 
 R - rozgrywająca 
 Ś - środkowa

## Azerbejdżan
Trener:  Bülənt Karslıoğlu
Asystent: Aleksandr Czerwjakow
| Nr | Imię i nazwisko    | Data urodzenia (wiek) | Wzrost (cm) | Klub                       | Pozycja |
| -- | ------------------ | --------------------- | ----------- | -------------------------- | ------- |
| 1  | Ceyran Əliyeva     | 03.01.1995 (20)       | 165         | Azəryol Baku               | L       |
| 2  | Kseniya Poznyak    | 21.11.1986 (28)       | 190         | Azəryol Baku               | Ś       |
| 4  | Oksana Kurt (K)    | 22.05.1990 (23)       | 183         | Azəryol Baku               | A       |
| 5  | Odina Bayramova    | 22.05.1990 (25)       | 186         | Azərreyl Baku              | P       |
| 6  | Ayşən Əbdüləzimova | 11.04.1993 (22)       | 184         | Lokomotiv Baku             | Ś       |
| 11 | Kateryna Żydkowa   | 28.09.1989 (26)       | 187         | Azəryol Baku               | P       |
| 12 | Valeriya Məmmədova | 29.01.1984 (31)       | 174         | Azərreyl Baku              |         |
| 14 | Kryscina Jagubowa  | 13.02.1996 (19)       | 184         | Telekom Baku               | R       |
| 15 | Aynur Kərimova     | 07.12.1988 (26)       | 186         | Azərreyl Baku              | Ś       |
| 16 | Oksana Kiselyova   | 30.05.1992 (23)       | 176         | Lokomotiv Baku             | A       |
| 17 | Polina Rəhimova    | 05.06.1990 (25)       | 198         | Toyota Auto Body Queenseis | P       |
| 20 | Marharyta Azizowa  | 25.04.1993 (22)       | 186         | Telekom Baku               | A       |

## Belgia
Trener: Gert Vande Broek
Asystent: Kris Vansnick
| Nr | Imię i nazwisko    | Data urodzenia (wiek) | Wzrost (cm) | Klub                        | Pozycja |
| -- | ------------------ | --------------------- | ----------- | --------------------------- | ------- |
| 2  | Jasmien Biebauw    | 24.09.1990 (25)       | 180         | Asterix Kieldrecht          | R       |
| 3  | Frauke Dirickx     | 03.01.1980 (35)       | 185         | Bursa Büyükşehir Belediyesi | R       |
| 4  | Valérie Courtois   | 01.11.1990 (24)       | 172         | bez klubu                   | L       |
| 5  | Laura Heyrman      | 17.05.1993 (20)       | 186         | LJ Volley Modena            | Ś       |
| 6  | Charlotte Leys (K) | 18.03.1989 (26)       | 186         | Galatasaray Stambuł         | P       |
| 8  | Kaja Grobelna      | 04.01.1995 (20)       | 188         | VC Stuttgart                | A       |
| 9  | Freya Aelbrecht    | 10.02.1990 (25)       | 186         | Foppapedretti Bergamo       | Ś       |
| 10 | Lise Van Hecke     | 01.07.1992 (23)       | 187         | Grêmio de Vôlei Osasco      | A       |
| 11 | Els Vandesteene    | 30.05.1987 (28)       | 186         | UGSE Nantes Volley Féminin  | P       |
| 15 | Lorena Cianci      | 25.05.1994 (21)       | 173         | VC Oudegem                  | P       |
| 16 | Celine van Gestel  | 07.11.1997 (17)       | 183         | Asterix Kieldrecht          | P       |
| 17 | Ilka Van de Vyver  | 26.01.1993 (22)       | 170         | Azzurra Volley San Casciano | R       |
| 18 | Britt Ruysschaert  | 27.05.1990 (25)       | 174         | Asterix Kieldrecht          | R       |
| 20 | Maud Catry         | 04.09.1990 (25)       | 189         | Stade Français              | Ś       |

## Białoruś
Trener:  Piotr Chiłko
Asystent: Dzmitrij Kot
| Nr | Imię i nazwisko           | Data urodzenia (wiek) | Wzrost (cm) | Klub                    | Pozycja |
| -- | ------------------------- | --------------------- | ----------- | ----------------------- | ------- |
| 1  | Aksana Kawalczuk (K)      | 23.11.1979 (35)       | 188         | Beşiktaş JK             | A       |
| 2  | Wiktorija Hurawa          | 30.01.1984 (30)       | 182         | Siewierstal Czerepowiec | R       |
| 3  | Nadzieja Małasaj          | 14.12.1990 (24)       | 180         | Olympiakos Pireus       | P       |
| 4  | Hanna Kalinouska-Guengoer | 17.05.1985 (30)       | 190         | Mińczanka Mińsk         | Ś       |
| 5  | Wiera Klimowicz           | 29.04.1988 (27)       | 185         | bez klubu               | Ś       |
| 6  | Anastasija Harelik        | 20.03.1991 (24)       | 184         | VolAlto Caserta         | P       |
| 10 | Wolha Paulukouska         | 13.07.1988 (27)       | 171         | PTPS Piła               | L       |
| 11 | Marina Pauława            | 21.01.1989 (26)       | 180         | VK Pribujie             | P       |
| 12 | Hanna Kapko               | 21.05.1988 (27)       | 173         | Kommunalnik Mogiłew     | R       |
| 13 | Daria Jonawa              | 29.08.1989 (26)       | 186         | Kommunalnik Mogiłew     | Ś       |
| 14 | Alena Fedaryńczyk         | 03.07.1993 (22)       | 177         | Minczanka Mińsk         | L       |
| 15 | Tacciana Markiewicz       | 25.03.1988 (27)       | 185         | VK Prostějov            | P       |
| 16 | Anżalika Barysiewicz      | 20.07.1995 (20)       | 192         | Mińczanka Mińsk         | Ś       |
| 17 | Kryscina Michajlenka      | 23.03.1992 (23)       | 188         | Dresdner SC             | A       |

## Bułgaria
Trener:  Dragan Nesić
Asystent: Atanas Łazarow
| Nr | Imię i nazwisko      | Data urodzenia (wiek) | Wzrost (cm) | Klub                                  | Pozycja |
| -- | -------------------- | --------------------- | ----------- | ------------------------------------- | ------- |
| 2  | Desisława Nikołowa   | 21.12.1991 (23)       | 184         | Halkbank Ankara                       | L       |
| 3  | Nasija Dimitrowa     | 06.11.1992 (22)       | 190         | Azərreyl Baku                         | Ś       |
| 4  | Łora Kitipowa        | 19.05.1991 (24)       | 182         | Obiettivo Risarcimento Vicenza        | R       |
| 5  | Dobriana Rabadżijewa | 14.06.1991 (24)       | 190         | Voléro Zurych                         | P       |
| 7  | Gabrieła Koewa       | 25.07.1989 (26)       | 188         | Telekom Baku                          | Ś       |
| 8  | Ewa Janewa (K)       | 31.07.1985 (30)       | 186         | Tianjin Bridgestone                   | P       |
| 9  | Petja Barakowa       | 18.06.1994 (21)       | 180         | Lewski Sofia                          | P       |
| 11 | Christina Rusewa     | 01.10.1990 (24)       | 190         | Telekom Baku                          | Ś       |
| 13 | Marija Filipowa      | 10.09.1982 (33)       | 178         | Telekom Baku                          | L       |
| 14 | Siłwana Czauszewa    | 19.05.1995 (20)       | 188         | Marica Płowdiw                        | A       |
| 16 | Elica Wasilewa       | 13.05.1990 (25)       | 190         | Dinamo Kazań                          | P       |
| 18 | Emilija Nikołowa     | 26.12.1991 (23)       | 188         | Savino Del Bene Scandicci             | A       |
| 20 | Mira Todorowa        | 20.04.1994 (21)       | 188         | Entente Sportive Le Cannet-Rocheville | Ś       |
| 22 | Julija Stojanowa     | 22.07.1985 (30)       | 188         | CS Știința Bacău                      | P       |

## Chorwacja
Trener:  Angelo Vercesi
Asystent:  Rafael Prado Castro
| Nr | Imię i nazwisko        | Data urodzenia (wiek) | Wzrost (cm) | Klub                      | Pozycja |
| -- | ---------------------- | --------------------- | ----------- | ------------------------- | ------- |
| 1  | Senna Ušić-Jogunica    | 14.05.1986 (29)       | 188         | Savino Del Bene Scandicci | P       |
| 2  | Ana Grbac              | 23.03.1988 (27)       | 187         | CS Volei Alba-Blaj        | R       |
| 3  | Nikolina Božičević     | 14.01.1995 (20)       | 162         | Mladost Zagrzeb           | L       |
| 6  | Mira Topić             | 02.06.1983 (33)       | 189         | bez klubu                 | P       |
| 7  | Bernarda Ćutuk         | 22.12.1990 (24)       | 188         | SC Poczdam                | Ś       |
| 9  | Maja Burazer           | 20.03.1988 (28)       | 188         | Ladies in Black Aachen    | P       |
| 10 | Ivana Miloš            | 07.03.1986 (29)       | 188         | Bursa Nilüfer Belediyesi  | Ś       |
| 11 | Katarina Barun-Šušnjar | 01.12.1983 (32)       | 194         | Foppapedretti Bergamo     | P       |
| 13 | Samanta Fabris         | 08.12.1992 (22)       | 190         | Igor Gorgonzola Novara    | Ś       |
| 14 | Karla Klarić           | 05.09.1994 (21)       | 188         | ASPTT Miluza              | P       |
| 15 | Bernarda Brčić         | 12.05.1991 (22)       | 178         | Neruda Volley             | R       |
| 18 | Maja Poljak            | 02.05.1983 (33)       | 194         | Eczacıbaşı Stambuł        | Ś       |

## Czechy

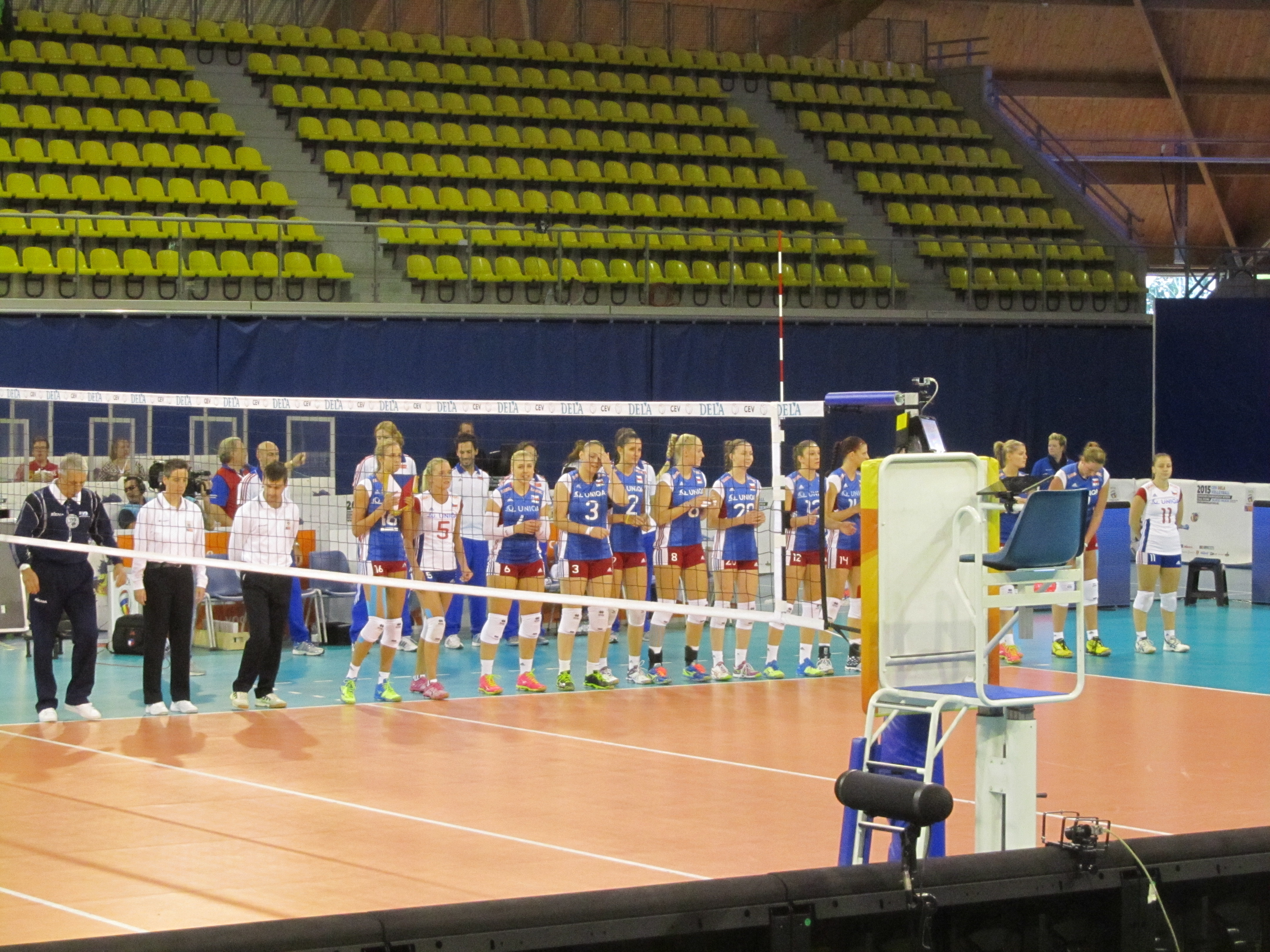
Reprezentacja Czech na Mistrzostwach Europy 2015

Trener:  Carlo Parisi
Asystent: Marcela Ritschelová
| Nr | Imię i nazwisko      | Data urodzenia (wiek) | Wzrost (cm) | Klub                        | Pozycja |
| -- | -------------------- | --------------------- | ----------- | --------------------------- | ------- |
| 1  | Andrea Kossanyiová   | 06.08.1993 (22)       | 185         | Impel Wrocław               | P       |
| 2  | Eva Hodanová         | 18.12.1993 (21)       | 189         | PVK Olymp Praga             | P       |
| 3  | Veronika Trnková     | 13.10.1995 (19)       | 188         | VolleyStars Thüringen       | Ś       |
| 4  | Aneta Havlíčková     | 22.12.1990 (24)       | 190         | Lokomotiv Baku              | A       |
| 5  | Julie Kovářová       | 14.09.1987 (28)       | 179         | VK Prostějov                | L       |
| 6  | Lucie Smutná         | 14.04.1991 (24)       | 180         | Volley Soverato             | R       |
| 8  | Barbora Purchartová  | 09.05.1992 (23)       | 189         | Dauphines Charleroi         | Ś       |
| 11 | Veronika Dostálová   | 07.04.1992 (23)       | 170         | PVK Olymp Praga             | L       |
| 12 | Michaela Mlejnková   | 26.07.1996 (19)       | 184         | VC Stuttgart                | P       |
| 13 | Tereza Vanžurová     | 04.04.1991 (24)       | 184         | Azzurra Volley San Casciano | P       |
| 14 | Nikol Sajdová        | 20.07.1988 (27)       | 185         | Rote Raben Vilsbiburg       | Ś       |
| 16 | Helena Havelková (K) | 25.07.1988 (28)       | 186         | KPS Chemik Police           | Ś       |
| 18 | Pavla Vincourová     | 12.11.1992 (22)       | 183         | Budowlani Łódź              | R       |
| 20 | Marie Toufarová      | 19.06.1992 (23)       | 183         | VK Královo Pole Brno        | P       |

## Holandia

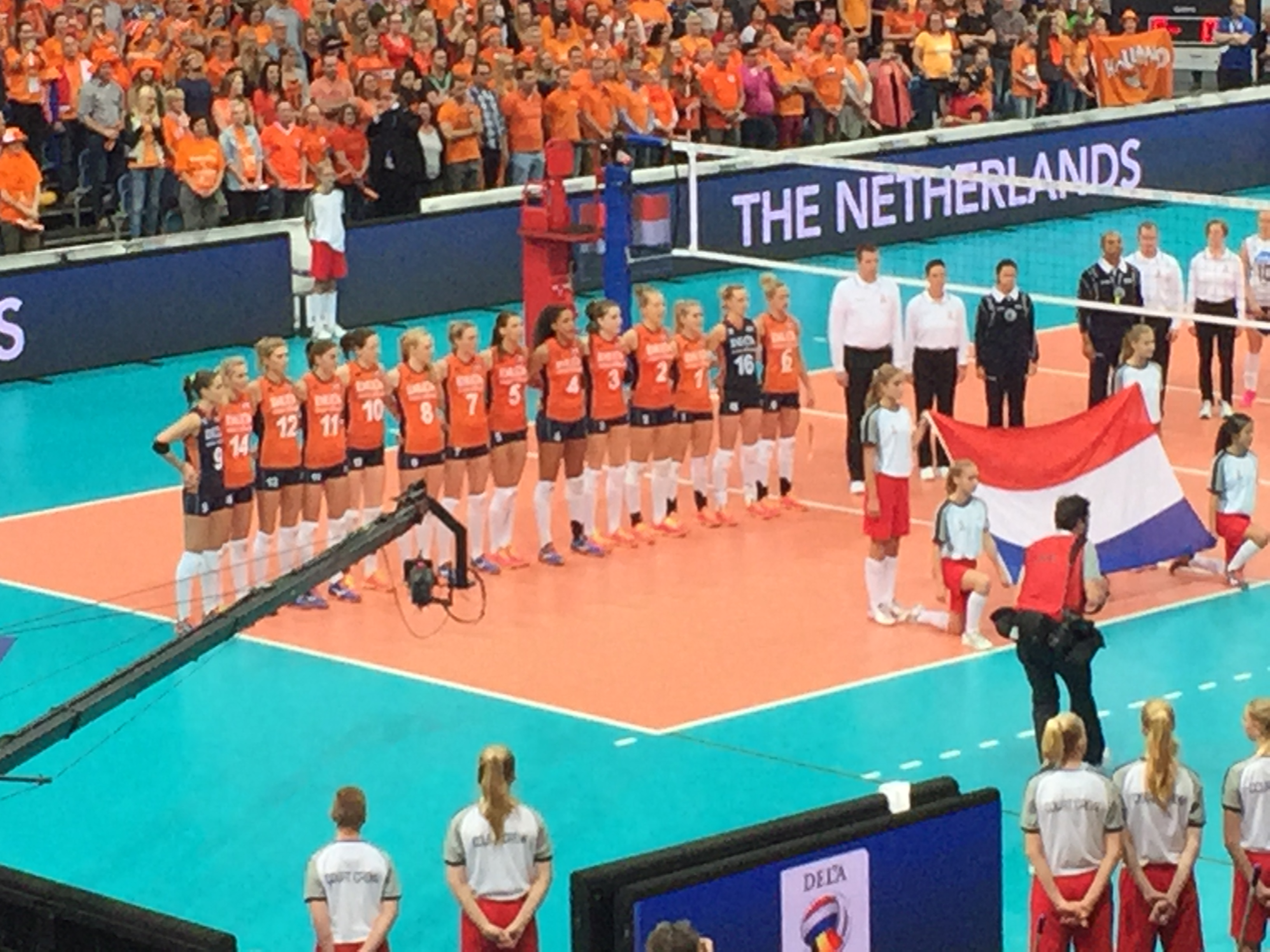
Reprezentacja Holandii na Mistrzostwach Europy 2015

Trener:  Giovanni Guidetti
Asystent: Saskia Van Hintum
| Nr | Imię i nazwisko               | Data urodzenia (wiek) | Wzrost (cm) | Klub                                  | Pozycja |
| -- | ----------------------------- | --------------------- | ----------- | ------------------------------------- | ------- |
| 1  | Kirsten Knip                  | 14.09.1992 (23)       | 175         | Rote Raben Vilsbiburg                 | P       |
| 2  | Femke Stoltenborg             | 30.07.1991 (24)       | 190         | VC Stuttgart                          | R       |
| 3  | Yvon Beliën                   | 28.12.1993 (21)       | 188         | Rebecchi Nordmenccanica Piacenza      | Ś       |
| 4  | Celeste Plak                  | 26.10.1995 (19)       | 190         | Foppapedretti Bergamo                 | P       |
| 5  | Robin de Kruijf               | 05.05.1991 (24)       | 193         | VakıfBank SK                          | Ś       |
| 6  | Maret Balkestein-Grothues (K) | 16.09.1988 (27)       | 180         | Atom Trefl Sopot                      | P       |
| 7  | Quinta Steenbergen            | 02.04.1985 (29)       | 189         | VK Prostějov                          | Ś       |
| 8  | Judith Pietersen              | 03.07.1989 (26)       | 188         | Savino Del Bene Scandicci             | A       |
| 9  | Myrthe Schoot                 | 29.08.1988 (27)       | 182         | Dresdner SC                           | L       |
| 10 | Lonneke Slöetjes              | 15.11.1990 (24)       | 192         | VakıfBank SK                          | A       |
| 11 | Anne Buijs                    | 02.02.1991 (24)       | 191         | VakıfBank SK                          | P       |
| 12 | Manon Nummerdor-Flier         | 08.02.1984 (31)       | 192         | bez klubu                             | A       |
| 14 | Laura Dijkema                 | 18.02.1990 (25)       | 184         | Dresdner SC                           | R       |
| 16 | Debby Stam-Pilon              | 24.07.1984 (31)       | 184         | Entente Sportive Le Cannet-Rocheville | L       |

## Niemcy

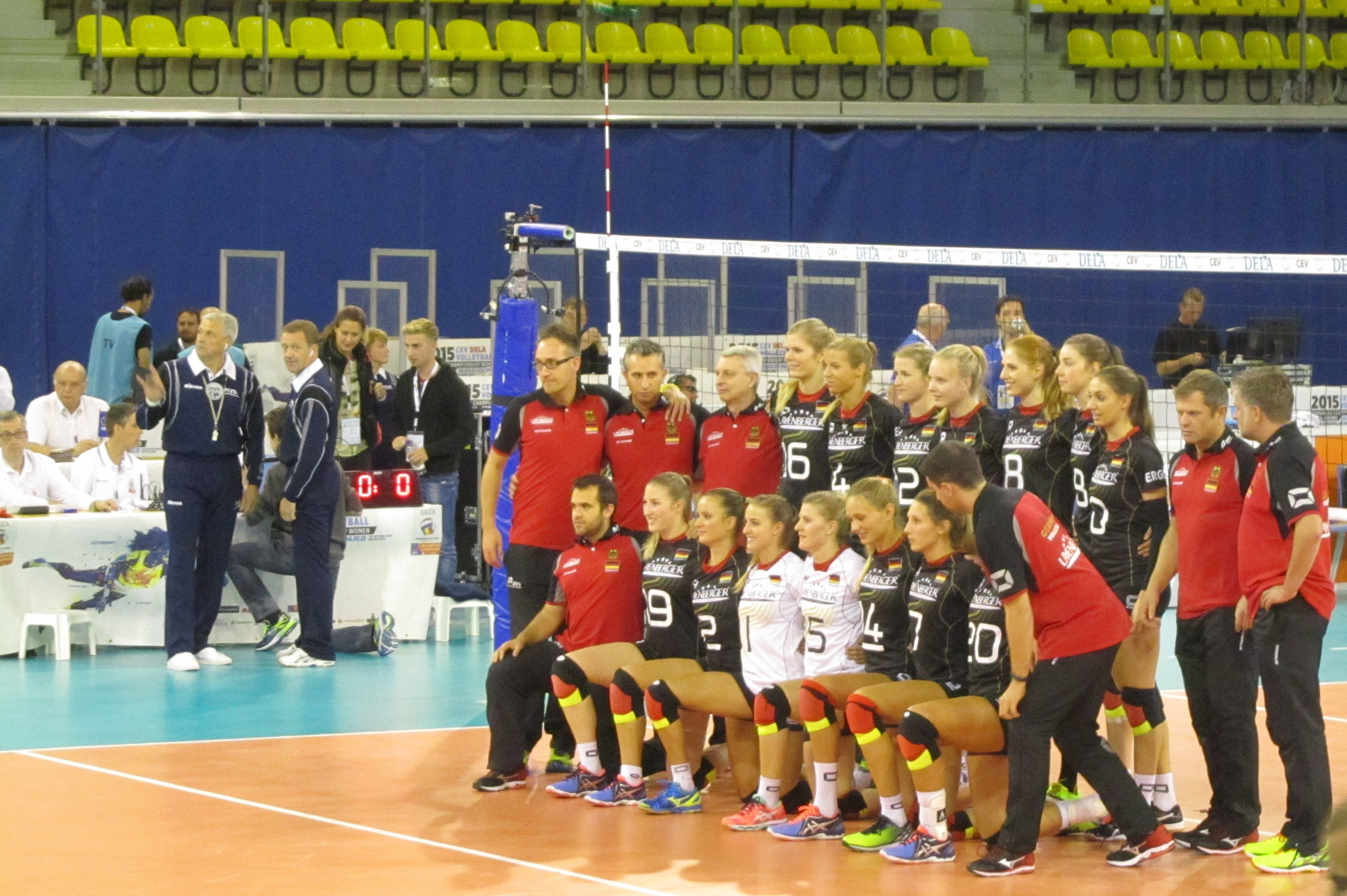
Reprezentacja Niemiec na Mistrzostwach Europy 2015

Trener:  Luciano Pedulla
Asystent:  Davide Carli
| Nr | Imię i nazwisko      | Data urodzenia (wiek) | Wzrost (cm) | Klub                   | Pozycja |
| -- | -------------------- | --------------------- | ----------- | ---------------------- | ------- |
| 1  | Lenka Dürr           | 10.12.1990 (24)       | 171         | Impel Wrocław          | L       |
| 2  | Kathleen Weiß        | 02.02.1984 (31)       | 171         | VK Prostějov           | R       |
| 6  | Jennifer Geerties    | 05.04.1994 (21)       | 186         | Schweriner SC          | P       |
| 7  | Jennifer Pettke      | 29.05.1989 (26)       | 187         | 1. VC Wiesbaden        | Ś       |
| 8  | Berit Kauffeldt      | 08.07.1990 (25)       | 190         | Lokomotiv Baku         | Ś       |
| 10 | Lena Stigort         | 20.12.1994 (21)       | 178         | Rote Raben Vilsbiburg  | P       |
| 12 | Heike Beier          | 09.12.1983 (31)       | 184         | Budowlani Łódź         | P       |
| 14 | Margareta Kozuch (K) | 30.10.1986 (29)       | 187         | VBC Casalmaggiore      | A       |
| 15 | Lisa Thomsen         | 20.08.1985 (30)       | 172         | Lokomotiv Baku         | L       |
| 16 | Anja Brandt          | 15.02.1990 (25)       | 195         | Schweriner SC          | Ś       |
| 18 | Wiebke Silge         | 16.07.1996 (19)       | 190         | SC Poczdam             | Ś       |
| 19 | Laura Weihenmeier    | 04.04.1991 (24)       | 180         | ladies in Black Aachen | Ś       |
| 20 | Mareen Apitz         | 26.03.1987 (28)       | 183         | Azəryol Baku           | R       |

## Polska
Trener: Jacek Nawrocki
Asystent: Waldemar Kawka
| Nr | Imię i nazwisko             | Data urodzenia (wiek) | Wzrost (cm) | Klub                                | Pozycja |
| -- | --------------------------- | --------------------- | ----------- | ----------------------------------- | ------- |
| 1  | Anna Werblińska             | 14.06.1984 (31)       | 178         | KPS Chemik Police                   | P       |
| 3  | Zuzanna Efimienko           | 08.08.1989 (26)       | 195         | Atom Trefl Sopot                    | Ś       |
| 4  | Izabela Bełcik (K)          | 29.11.1980 (34)       | 185         | KPS Chemik Police                   | R       |
| 5  | Anna Grejman                | 08.06.1993 (22)       | 183         | Polski Cukier Muszynianka Muszyna   | P       |
| 6  | Agnieszka Bednarek-Kasza    | 20.02.1986 (29)       | 185         | KPS Chemik Police                   | Ś       |
| 10 | Agata Durajczyk             | 19.08.1989 (26)       | 170         | Atom Trefl Sopot                    | L       |
| 11 | Sylwia Pycia                | 20.04.1981 (34)       | 189         | Budowlani Łódź                      | Ś       |
| 12 | Izabela Kowalińska          | 23.02.1985 (30)       | 189         | KPS Chemik Police                   | A       |
| 13 | Paulina Maj-Erwardt         | 22.05.1987 (28)       | 166         | KPS Chemik Police                   | L       |
| 14 | Joanna Wołosz               | 07.04.1990 (25)       | 181         | KPS Chemik Police                   | R       |
| 15 | Natalia Kurnikowska         | 13.02.1992 (23)       | 184         | Polski Cukier Muszynianka Muszyna   | P       |
| 16 | Klaudia Kaczorowska         | 20.12.1988 (26)       | 183         | Atom Trefl Sopot                    | A       |
| 17 | Katarzyna Skowrońska-Dolata | 30.06.1983 (33)       | 189         | Impel Wrocław                       | A       |
| 18 | Kamila Ganszczyk            | 02.12.1991 (24)       | 191         | Tauron Banimex MKS Dąbrowa Górnicza | Ś       |

## Rosja
Trener: Jurij Mariczew
Asystent: Igor Kurnosow
| Nr | Imię i nazwisko             | Data urodzenia (wiek) | Wzrost (cm) | Klub                    | Pozycja |
| -- | --------------------------- | --------------------- | ----------- | ----------------------- | ------- |
| 1  | Jana Szczerbań              | 06.09.1989 (26)       | 188         | Dinamo Moskwa           | P       |
| 2  | Wiktorija Kuziakina         | 01.06.1985 (30)       | 175         | Dinamo Kazań            | L       |
| 5  | Aleksandra Pasynkowa        | 14.04.1987 (28)       | 190         | Dinamo Krasnodar        | P       |
| 7  | Jekatierina Lubuszkina      | 02.01.1990 (25)       | 185         | Dinamo Moskwa           | Ś       |
| 8  | Natalja Obmoczajewa         | 01.06.1989 (26)       | 196         | Dinamo Moskwa           | A       |
| 10 | Jekatierina Kosjanienko (K) | 02.02.1990 (25)       | 178         | Dinamo Moskwa           | R       |
| 12 | Jekatierina Orłowa          | 21.10.1987 (27)       | 193         | Voléro Zurych           | Ś       |
| 13 | Jewgienija Starcewa         | 12.02.1989 (26)       | 185         | Dinamo Kazań            | R       |
| 14 | Irina Fietisowa             | 07.09.1994 (21)       | 190         | Dinamo Moskwa           | Ś       |
| 15 | Tatjana Koszelewa           | 23.12.1988 (24)       | 191         | Dinamo Krasnodar        | P       |
| 16 | Irina Zariażko              | 04.10.1991 (23)       | 196         | Urałoczka Jekaterynburg | Ś       |
| 17 | Natalja Małych              | 18.12.1993 (21)       | 187         | Dinamo Krasnodar        | P       |
| 18 | Ksienija Iłczenko           | 31.10.1994 (20)       | 183         | Urałoczka Jekaterynburg | P       |
| 19 | Anna Małowa                 | 16.04.1990 (25)       | 175         | Dinamo Moskwa           | L       |

## Rumunia

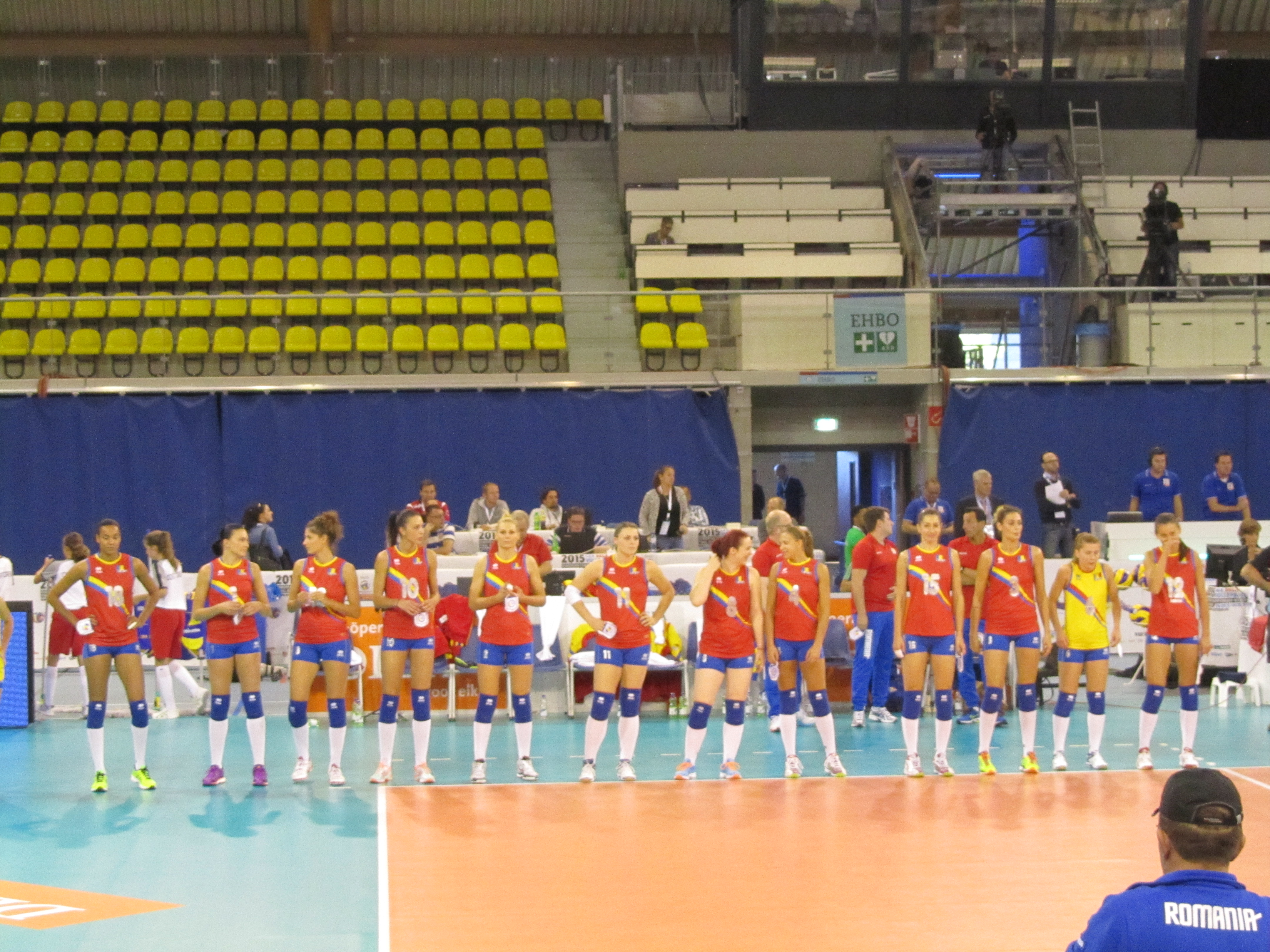
Reprezentacja Rumunii na Mistrzostwach Europy 2015

Trener:  Guillermo Gallardo
Asystent: Alexandru-Rares Puni
| Nr | Imię i nazwisko   | Data urodzenia (wiek) | Wzrost (cm) | Klub               | Pozycja |
| -- | ----------------- | --------------------- | ----------- | ------------------ | ------- |
| 1  | Ioana Baciu       | 04.01.1990 (25)       | 184         | CS Știința Bacău   | A       |
| 2  | Denisa Rogojinaru | 16.05.1985 (30)       | 185         | CS Știința Bacău   | P       |
| 3  | Roxana Bacsis     | 19.08.1988 (27)       | 189         | CSM Bukareszt      | A       |
| 4  | Ana Maria Berdilă | 08.08.1993 (22)       | 177         | CS Volei Alba-Blaj | P       |
| 5  | Andreea Ispas     | 05.03.1990 (25)       | 170         | CSU Târgu Mureș    | L       |
| 6  | Mihaela Albu      | 01.01.1994 (21)       | 170         | CS Știința Bacău   | L       |
| 8  | Florina Chirilov  | 28.03.1988 (27)       | 179         | bez klubu          | R       |
| 10 | Alexandra Sobo    | 25.04.1987 (28)       | 191         | CS Știința Bacău   | Ś       |
| 11 | Ioana Nemțanu     | 01.01.1989 (26)       | 183         | CS Volei Alba-Blaj | P       |
| 12 | Adina Salaoru     | 05.08.1989 (26)       | 184         | CS Volei Alba-Blaj | P       |
| 13 | Sabina Moisa      | 04.12.1990 (23)       | 190         | CS Știința Bacău   | R       |
| 15 | Georgiana Fales   | 04.02.1986 (29)       | 187         | CSM Bukareszt      | Ś       |
| 18 | Nneka Onyejekwe   | 18.09.1989 (26)       | 188         | RC Cannes          | Ś       |

## Słowenia
Trener: Bruno Najdič
Asystent: Matjaž Hafner
| Nr | Imię i nazwisko       | Data urodzenia (wiek) | Wzrost (cm) | Klub                  | Pozycja |
| -- | --------------------- | --------------------- | ----------- | --------------------- | ------- |
| 1  | Eva Mori              | 13.03.1996 (19)       | 186         | Foppapedretti Bergamo | R       |
| 2  | Sara Hutinski         | 20.06.1991 (24)       | 186         | RC Cannes             | Ś       |
| 3  | Mojca Božič           | 30.03.1992 (23)       | 176         | OK Kamnik             | R       |
| 6  | Katja Medved          | 20.03.1986 (29)       | 162         | CSM Târgoviște        | L       |
| 8  | Anja Zdovc            | 24.08.1987 (28)       | 185         | Pays d'Aix Venelles   | P       |
| 9  | Iza Mlakar            | 14.11.1995 (19)       | 182         | Nova Branik Maribor   | A       |
| 11 | Živa Recek            | 10.05.1993 (22)       | 182         | Florida Gators        | A       |
| 13 | Sara Najdič           | 17.12.1994 (20)       | 169         | Nova Branik Maribor   | R       |
| 14 | Lana Ščuka            | 06.10.1996 (19)       | 185         | LJ Volley Modena      | P       |
| 15 | Marina Cvetanovič (K) | 14.02.1986 (29)       | 185         | bez klubu             | P       |
| 16 | Monika Potokar        | 18.12.1987 (27)       | 177         | bez klubu             | P       |
| 18 | Saša Planinšec        | 02.06.1995 (20)       | 182         | Nova Branik Maribor   | Ś       |
| 19 | Valentina Založnik    | 05.04.1992 (23)       | 190         | Pays d'Aix Venelles   | ś       |
| 20 | Anita Sobočan         | 26.05.1997 (18)       | 177         | Nova Branik Maribor   | L       |

## Serbia

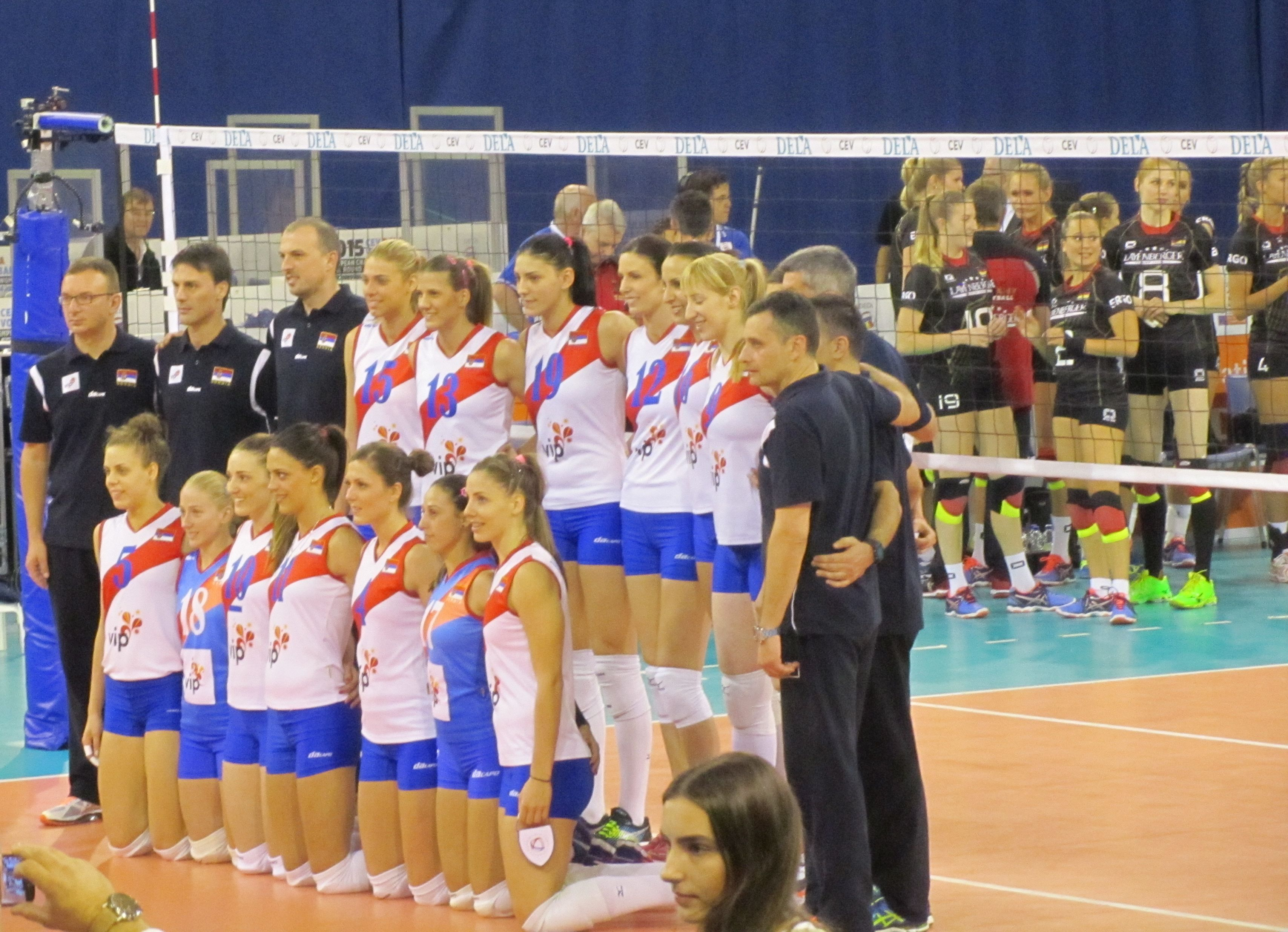
Reprezentacja Serbii na Mistrzostwach Europy 2015

Trener: Zoran Terzić
Asystent: Branko Kovačević
| Nr | Imię i nazwisko     | Data urodzenia (wiek) | Wzrost (cm) | Klub                             | Pozycja |
| -- | ------------------- | --------------------- | ----------- | -------------------------------- | ------- |
| 4  | Bojana Živković     | 29.03.1988 (27)       | 185         | Voléro Zurych                    | R       |
| 5  | Mina Popović        | 16.08.1994 (21)       | 187         | Obiettivo Risarcimento Vicenza   | Ś       |
| 6  | Tijana Malešević    | 18.03.1991 (24)       | 185         | Igor Gorgonzola Novara           | P       |
| 9  | Brankica Mihajlović | 15.02.1990 (25)       | 189         | Fenerbahce Stambuł               | P       |
| 10 | Maja Ognjenović (K) | 06.08.1984 (31)       | 183         | Rebecchi Nordmenccanica Piacenza | R       |
| 11 | Stefana Veljković   | 09.01.1990 (25)       | 190         | KPS Chemik Police                | Ś       |
| 12 | Jelena Nikolić      | 13.04.1982 (33)       | 194         | Bursa Büyükşehir Belediyesi      | P       |
| 13 | Ana Bjelica         | 09.07.1989 (26)       | 190         | KPS Chemik Police                | A       |
| 15 | Jovana Stevanović   | 30.06.1992 (23)       | 192         | VBC Casalmaggiore                | Ś       |
| 16 | Milena Rašić        | 25.10.1990 (24)       | 193         | VakıfBank SK                     | Ś       |
| 17 | Silvija Popović     | 15.03.1986 (29)       | 178         | Voléro Zurych                    | L       |
| 18 | Suzana Ćebić        | 09.11.1984 (30)       | 167         | Beijing BAW                      | L       |
| 19 | Tijana Bošković     | 08.03.1997 (18)       | 193         | Eczacıbaşı Stambuł               | A       |
| 21 | Bianka Buša         | 25.07.1994 (21)       | 187         | Obiettivo Risarcimento Vicenza   | P       |

## Turcja
Trener: Ferhat Akbaş
Asystent: Onur Çarıkçı
| Nr | Imię i nazwisko       | Data urodzenia (wiek) | Wzrost (cm) | Klub                         | Pozycja |
| -- | --------------------- | --------------------- | ----------- | ---------------------------- | ------- |
| 1  | Nilay Özdemir         | 24.10.1985 (29)       | 179         | Voléro Zurych                | R       |
| 2  | Gözde Sonsirma        | 26.06.1985 (30)       | 183         | VakıfBank SK                 | P       |
| 3  | Gizem Karadayı        | 14.01.1987 (27)       | 178         | Fenerbahçe                   | L       |
| 4  | Merve Dalbeler        | 27.06.1987 (27)       | 180         | Fenerbahçe                   | L       |
| 5  | Kübra Akman           | 13.10.1994 (20)       | 197         | VakıfBank SK                 | Ś       |
| 6  | Polen Uslupehlivan    | 27.08.1990 (25)       | 190         | Fenerbahçe                   | A       |
| 7  | Meliha İsmailoğlu     | 17.09.1993 (20)       | 188         | Fenerbahçe                   | P       |
| 9  | Büşra Kılıçlı         | 06.02.1988 (25)       | 190         | Eczacıbaşı Stambuł           | Ś       |
| 10 | Güldeniz Paşaoğlu (K) | 25.03.1986 (29)       | 182         | Galatasaray Stambuł          | P       |
| 11 | Naz Aydemir Akyol     | 14.08.1990 (25)       | 185         | VakıfBank SK                 | R       |
| 12 | Gözde Yılmaz          | 09.09.1991 (24)       | 194         | Unendo Yamamay Busto Arsizio | P       |
| 13 | Neriman Özsoy         | 07.07.1988 (27)       | 188         | Eczacıbaşı Stambuł           | P       |
| 14 | Eda Dündar            | 22.05.1987 (28)       | 187         | Fenerbahçe                   | Ś       |
| 19 | Hande Baladın         | 11.09.1997 (18)       | 189         | Eczacıbaşı Stambuł           | A       |

## Węgry
Trener:  Jan De Brandt
Asystent: Zoltán Jókay
| Nr | Imię i nazwisko      | Data urodzenia (wiek) | Wzrost (cm) | Klub                                  | Pozycja |
| -- | -------------------- | --------------------- | ----------- | ------------------------------------- | ------- |
| 1  | Gréta Szakmáry       | 31.12.1991 (23)       | 185         | Gödöllői Röplabda Club                | P       |
| 2  | Zsanett Kötél        | 15.07.1986 (29)       | 174         | Amiens Longueau Métropole Volley-Ball | R       |
| 6  | Evelina Vacsi        | 28.10.1993 (21)       | 177         | Vasas SC                              | Ś       |
| 7  | Renáta Sándor        | 15.12.1990 (24)       | 182         | VC Stuttgart                          | P       |
| 8  | Zsuzsanna Tálas      | 09.07.1993 (22)       | 174         | Vasas SC                              | R       |
| 9  | Vivien Lévai         | 12.05.1992 (23)       | 164         | Vasas SC                              | L       |
| 12 | Dóra Kötél           | 16.06.1988 (28)       | 175         | Újpesti TE                            | L       |
| 13 | Petra Széles         | 27.01.1988 (27)       | 176         | Gödöllői Röplabda Club                | Ś       |
| 14 | Edina Dobi           | 22.10.1987 (27)       | 190         | bez klubu                             | Ś       |
| 15 | Rita Liliom (K)      | 22.12.1979 (34)       | 172         | Robursport Volley Pesaro              | P       |
| 16 | Ágnes Pallag         | 02.09.1993 (22)       | 178         | Oriveden Ponnistus                    | P       |
| 17 | Dóra Horváth         | 04.03.1988 (27)       | 186         | LJ Volley Modena                      | P       |
| 19 | Szandra Szombathelyi | 02.08.1989 (26)       | 179         | Vasas SC                              | A       |

## Włochy
Trener: Marco Bonitta
Asystent: Fabio Soli
| Nr | Imię i nazwisko          | Data urodzenia (wiek) | Wzrost (cm) | Klub                             | Pozycja |
| -- | ------------------------ | --------------------- | ----------- | -------------------------------- | ------- |
| 1  | Indre Sorokaitė          | 02.07.1988 (27)       | 188         | Rebecchi Nordmenccanica Piacenza | A       |
| 2  | Ofelia Malinov           | 29.02.1996 (19)       | 183         | Club Italia                      | R       |
| 5  | Caterina Bosetti         | 02.02.1994 (21)       | 179         | Igor Gorgonzola Novara           | P       |
| 6  | Monica De Gennaro        | 08.01.1987 (28)       | 174         | Imoco Volley Conegliano          | L       |
| 7  | Martina Guiggi (K)       | 01.05.1984 (31)       | 187         | Igor Gorgonzola Novara           | Ś       |
| 9  | Nadia Centoni            | 19.06.1981 (34)       | 185         | Galatasaray Stambuł              | A       |
| 11 | Cristina Chirichella     | 10.02.1994 (21)       | 195         | Igor Gorgonzola Novara           | Ś       |
| 12 | Stefania Sansonna        | 01.11.1982 (33)       | 175         | Igor Gorgonzola Novara           | Ś       |
| 13 | Valentina Arrighetti (K) | 26.01.1985 (30)       | 189         | Imoco Volley Conegliano          | Ś       |
| 14 | Eleonora Lo Bianco       | 22.12.1979 (34)       | 172         | Foppapedretti Bergamo            | R       |
| 15 | Antonella Del Core       | 05.11.1980 (34)       | 180         | Dinamo Kazań                     | P       |
| 16 | Lucia Bosetti            | 09.07.1989 (26)       | 175         | Fenerbahce Stambuł               | P       |
| 17 | Valentina Diouf          | 10.01.1993 (22)       | 202         | LJ Volley Modena                 | A       |
| 19 | Valentina Tirozzi        | 26.03.1986 (29)       | 181         | VBC Casalmaggiore                | P       |